# Terapia intensiva (álbum)
Terapia Intensiva es un Maxi-Simple compuesto, producido y arreglado por el músico argentino Charly García, para la obra de teatro homónima de Antonio Gasalla. Contiene 6 pistas, todas instrumentales excepto la última, "Chicas Muertas", canción posteriormente tocada en vivo por el músico en diversas presentaciones. Fue grabado en Estudios Panda en mayo de 1984. Los Ingenieros de Sonido fueron Mario Breuer y Amilcar Gilabert. La foto de tapa fue hecha por Hilda Lizarazu y el diseño Gráfico fue de Carlos Masoch.

## Antecedentes y grabación
En 1984, antes de comenzar la grabación de Piano Bar, su tercer disco como solista, Charly García se encuentra con el actor Antonio Gasalla, quien le pide que realice la música de su nueva obra de teatro unipersonal. En breve tiempo y grabando prácticamente todos los instrumentos él solo, responde a la solicitud de Gasalla. Primeramente, Charly se encierra en los estudios ION para grabar unas ideas con su asistente Quebracho. Luego pasa a los Estudios Panda, con los ingenieros Amílcar Gilabert y Mario Breuer en la parte técnica. Allí grabó media docena de temas (la mayoría instrumentales, salvo la canción "Chicas Muertas", en la que la protagonista tiene un amor imposible con un integrante de Menudo).
García convoca como invitados a tres integrantes de la banda que había formado para las presentaciones de Clics Modernos, y que luego serían la base fundamental de Piano Bar: Pablo Guyot, Willy Iturri y Alfredo Toth. La obra fue presentada durante 1984 en un teatro de la porteña Avenida Corrientes y Charly finalmente entregó el trabajo a su discográfica Interdisc, quien lo editó. El álbum se convirtió en una rareza en su discografía, y los más fanáticos podrán reconocer en algunas melodías unos pequeños guiños a viejos temas, como "Canción de Alicia en el país". También se vislumbran melodías usadas posteriormente en otras canciones del artista.
El Maxi-Simple Terapia Intensiva es uno de los primeros materiales grabados digitalmente en Argentina, según refiere Amilcar Gilabert.

## Lista de canciones
Todas las canciones escritas y compuestas por Charly García. 
| N.º   | Título                   | Duración |  |
| 1.    | «Terapia intensiva»      | 4:22     |  |
| 2.    | «Conejo tecno»           | 1:29     |  |
| 3.    | «Desfile águila y león»  | 2:57     |  |
| 4.    | «Alicia va a la disco»   | 3:00     |  |
| 5.    | «Agua y piano»           | 1:31     |  |
| 6.    | «Chicas muertas»         | 2:12     |  |
| 7.    | «Obertura» (Bonus Track) | 2:51     |  |
| 15:31 |                          |          |  |

## Sencillos
- Chicas muertas

## Músicos
- Charly García: piano eléctrico, sintetizador Roland JX 3P, Emulator, guitarra Rickenbacker, bajo, batería, máquina de ritmos TR-808, Drumulator, voces, silbidos y efectos.
- Willy Iturri: Batería y percusión en "Conejo Tecno" y "Desfile Águila y León".
- Alfredo Toth: Bajo en "Conejo Tecno" y "Desfile Águila y León".
- Pablo Guyot: Guitarra en "Conejo Tecno" y "Desfile Águila y León".
- Quebracho: Efecto de agua en "Agua y Piano".
- Quebracho, Mario Breuer, Rodolfo y Charly García: Efectos de Fiesta en "Alicia va a la Disco".

## Ficha técnica
- Grabación: Estudios Panda en mayo de 1984.
- Ingenieros de Sonido: Mario Breuer y Amilcar Gilabert.
- Foto de tapa: Hilda Lizarazu.
- Diseño Gráfico: Carlos Masoch.

Producido, compuesto y arreglado por Charly García.
- Datos: Q5838117